# Longone al Segrino
Longone al Segrino är en ort och kommun i provinsen Como i regionen Lombardiet i Italien. Kommunen hade 1 918 invånare (2018).